# Drymoluber apurimacensis
Drymoluber apurimacensis — вид змій родини полозових (Colubridae). Ендемік Перу.

## Поширення і екологія
Drymoluber apurimacensis мешкають в провінції Абанкай на півночі перуанського регіону Апурімак. Вони живуть в сухих чагарникових заростях Анд, в екорегіоні Серранія-естепарія. Зустрічаються на висоті від 1920 до 3300 м над рівнем моря.

## Збереження
МСОП класифікує цей вид як такий, що перебуває на межі зникнення. Drymoluber apurimacensis загрожує знищення природного середовища.